# Pretty Fly (for a White Guy)
Pretty Fly (for a White Guy) is een hit van het album Americana van de Amerikaanse punkgroep The Offspring uit 1998. Het is de enige nummer 1-hit van de band in Nederland en tevens enige Alarmschijf. Het nummer stond 14 weken in de Nederlandse Top 40, waarvan 3 weken op de nummer 1-positie.

## Achtergrond
In Pretty Fly (for a White Guy) wordt het verhaal verteld van een blanke wannabe-'gangster' die zich helemaal op de hiphop heeft toegelegd. Dit is niet omdat hij het echt leuk vindt, maar omdat het modern en "in" is en hij zich daardoor stoer voelt. In het nummer wordt duidelijk de spot gedreven met de jeugd van de upper class, die vanwege deze reden naar rapmuziek en dergelijke luistert. Het spottende karakter van het nummer komt helemaal goed naar voren in de videoclip, waarin de hoofdpersoon als een erg sullig karakter wordt neergezet.
Het nummer begint met een sample uit het nummer Rock of Ages van Def Leppard, waarin de woorden "Gunter, glieben, glauchen, globen" worden uitgesproken. De niet bestaande, maar Duits klinkende woorden dienden als vervanging voor "one, two, three, four", als aftelling voor een opname of optreden.

## Hitnoteringen

### Nederlandse Top 40
| Hitnotering: 09-01-1999 t/m 10-04-1999 | Hitnotering: 09-01-1999 t/m 10-04-1999 | Hitnotering: 09-01-1999 t/m 10-04-1999 | Hitnotering: 09-01-1999 t/m 10-04-1999 | Hitnotering: 09-01-1999 t/m 10-04-1999 | Hitnotering: 09-01-1999 t/m 10-04-1999 | Hitnotering: 09-01-1999 t/m 10-04-1999 | Hitnotering: 09-01-1999 t/m 10-04-1999 | Hitnotering: 09-01-1999 t/m 10-04-1999 | Hitnotering: 09-01-1999 t/m 10-04-1999 | Hitnotering: 09-01-1999 t/m 10-04-1999 | Hitnotering: 09-01-1999 t/m 10-04-1999 | Hitnotering: 09-01-1999 t/m 10-04-1999 | Hitnotering: 09-01-1999 t/m 10-04-1999 | Hitnotering: 09-01-1999 t/m 10-04-1999 | Hitnotering: 09-01-1999 t/m 10-04-1999 |
| Week:                                  | 1                                      | 2                                      | 3                                      | 4                                      | 5                                      | 6                                      | 7                                      | 8                                      | 9                                      | 10                                     | 11                                     | 12                                     | 13                                     | 14                                     |                                        |
| -------------------------------------- | -------------------------------------- | -------------------------------------- | -------------------------------------- | -------------------------------------- | -------------------------------------- | -------------------------------------- | -------------------------------------- | -------------------------------------- | -------------------------------------- | -------------------------------------- | -------------------------------------- | -------------------------------------- | -------------------------------------- | -------------------------------------- | -------------------------------------- |
| Positie:                               | 25                                     | 3                                      | 1                                      | 1                                      | 1                                      | 2                                      | 5                                      | 5                                      | 5                                      | 6                                      | 12                                     | 18                                     | 25                                     | 32                                     | uit                                    |

### Mega Top 100
| Hitnotering: 02-01-1999 t/m 11-05-1999 | Hitnotering: 02-01-1999 t/m 11-05-1999 | Hitnotering: 02-01-1999 t/m 11-05-1999 | Hitnotering: 02-01-1999 t/m 11-05-1999 | Hitnotering: 02-01-1999 t/m 11-05-1999 | Hitnotering: 02-01-1999 t/m 11-05-1999 | Hitnotering: 02-01-1999 t/m 11-05-1999 | Hitnotering: 02-01-1999 t/m 11-05-1999 | Hitnotering: 02-01-1999 t/m 11-05-1999 | Hitnotering: 02-01-1999 t/m 11-05-1999 | Hitnotering: 02-01-1999 t/m 11-05-1999 | Hitnotering: 02-01-1999 t/m 11-05-1999 | Hitnotering: 02-01-1999 t/m 11-05-1999 | Hitnotering: 02-01-1999 t/m 11-05-1999 | Hitnotering: 02-01-1999 t/m 11-05-1999 | Hitnotering: 02-01-1999 t/m 11-05-1999 | Hitnotering: 02-01-1999 t/m 11-05-1999 | Hitnotering: 02-01-1999 t/m 11-05-1999 | Hitnotering: 02-01-1999 t/m 11-05-1999 | Hitnotering: 02-01-1999 t/m 11-05-1999 | Hitnotering: 02-01-1999 t/m 11-05-1999 | Hitnotering: 02-01-1999 t/m 11-05-1999 | Hitnotering: 02-01-1999 t/m 11-05-1999 |
| Week:                                  | 1                                      | 2                                      | 3                                      | 4                                      | 5                                      | 6                                      | 7                                      | 8                                      | 9                                      | 10                                     | 11                                     | 12                                     | 13                                     | 14                                     | 15                                     | 16                                     | 17                                     | 18                                     | 19                                     | 20                                     | 21                                     |                                        |
| -------------------------------------- | -------------------------------------- | -------------------------------------- | -------------------------------------- | -------------------------------------- | -------------------------------------- | -------------------------------------- | -------------------------------------- | -------------------------------------- | -------------------------------------- | -------------------------------------- | -------------------------------------- | -------------------------------------- | -------------------------------------- | -------------------------------------- | -------------------------------------- | -------------------------------------- | -------------------------------------- | -------------------------------------- | -------------------------------------- | -------------------------------------- | -------------------------------------- | -------------------------------------- |
| Positie:                               | 26                                     | 12                                     | 3                                      | 1                                      | 1                                      | 1                                      | 2                                      | 4                                      | 5                                      | 6                                      | 7                                      | 12                                     | 17                                     | 24                                     | 28                                     | 37                                     | 40                                     | 47                                     | 60                                     | 66                                     | 83                                     | uit                                    |

### NPO Radio 2 Top 2000
| Nummer met noteringen in de NPO Radio 2 Top 2000 | '14  | '15  | '16-'17 | '18  | '19  | '20  | '21  | '22  | '23  | '24  |
| ------------------------------------------------ | ---- | ---- | ------- | ---- | ---- | ---- | ---- | ---- | ---- | ---- |
| Pretty Fly (for a White Guy)                     | 1963 | 1544 | -       | 1841 | 1781 | 1739 | 1770 | 1656 | 1709 | 1516 |

1. ↑  Een '-' betekent dat het nummer niet was genoteerd en een vetgedrukt getal geeft de hoogste notering aan.
2. ↑  2014 was het eerste jaar met een notering voor dit nummer.